# Sept sommets
Vous lisez un « bon article » labellisé en 2009.  Il fait partie d'un « thème de qualité ».

Carte montrant neuf sommets continentaux majeurs et mettant en lumière les différentes interprétations des limites continentales.

Les sept sommets (Seven Summits en anglais) sont les montagnes les plus élevées de chacun des sept continents. En atteindre le sommet est considéré comme un défi de l'alpinisme ; c'est à l'origine une idée de l'Américain Richard Bass datant des années 1980. À cause des différentes interprétations des frontières continentales, il existe principalement deux définitions de la liste des sept sommets.
Bass propose une première liste comportant l'Everest en Asie, l'Aconcagua en Amérique du Sud, le mont McKinley en Amérique du Nord, le Kilimandjaro en Afrique, l'Elbrouz en Europe, le massif Vinson en Antarctique et le mont Kosciuszko en Australie. Lui-même remporte le défi en atteignant l'Everest le 30 avril 1985.
L'Italien Reinhold Messner propose une seconde liste, remplaçant le mont Kosciuszko par le Puncak Jaya, situé en Nouvelle Guinée. Son défi est remporté le 7 mai 1986 par Patrick Morrow, devançant Messner de quelques mois.

## Définitions
En raison des différentes interprétations des frontières continentales (géographiques, géologiques et géopolitiques), il existe plusieurs définitions de la liste des sept sommets.

### Océanie
Le pic le plus élevé de l'Australie est le mont Kosciuszko (2 228 m), mais celui-ci est plus bas que le point culminant de la Nouvelle-Zélande, l'Aoraki/mont Cook (3 724 m). Le plus haut sommet de l'Océanie est le Puncak Jaya qui culmine à 4 884 m, dans la province indonésienne de Papouasie centrale sur l'île de Nouvelle-Guinée. Il est également connu sous le nom de « pyramide Carstensz ».
D'autres sources, considérant que la frontière entre l'Asie et l'Océanie est la frontière politique entre l'Indonésie et la Papouasie-Nouvelle-Guinée, présentent le mont Wilhelm, culminant à 4 509 m d'altitude dans les monts Bismarck, comme le sommet le plus élevé d'Océanie,. Toutefois, il n'est inclus dans aucune liste des sept sommets répandue ou formellement reconnue.

### Europe
Le sommet le plus élevé d'Europe, et le plus généralement accepté, est l'Elbrouz (5 643 m), dans le Caucase. C'est le sommet choisi, que ce soit quand le Grand Caucase est entièrement inclus dans les frontières européennes ou quand sa ligne de partage des eaux principale sert de frontière, puisqu'il est au nord de celle-ci. Toutefois, ce choix est controversé d'un point de vue orographique, et le mont Blanc (4 806 m) est parfois considéré comme le point culminant de l'Europe.

### Listes de Bass et de Messner
La première liste des sept sommets, dite « liste de Bass » ou « liste Kosciuszko » choisit la montagne la plus élevée d'Australie, le mont Kosciuszko (2 228 m) pour le sous-continent australien. Reinhold Messner propose une autre liste (dite « liste de Messner » ou « liste Carstensz »), remplaçant le mont Kosciuszko par le Puncak Jaya (4 884 m). Ni la liste de Bass ni la liste de Messner n'incluent le mont Blanc.
Du point de vue de la difficulté technique, la liste de Messner est la plus difficile des deux puisque se rendre au Puncak Jaya relève d'une vraie expédition, tandis qu'atteindre le sommet du mont Kosciuszko est relativement facile. C'est pour cette raison que Patrick Morrow défend son choix de la liste de Messner.
| Bass | Messner | Sommet                           | Élévation (m) | Continent                 | Massif                  | Pays                    |
| ---- | ------- | -------------------------------- | ------------- | ------------------------- | ----------------------- | ----------------------- |
| X    | X       | Everest                          | 8 849         | Asie                      | Himalaya                | Népal, Chine            |
| X    | X       | Aconcagua                        | 6 962         | Amérique du Sud           | Cordillère des Andes    | Argentine               |
| X    | X       | Mont McKinley                    | 6 190         | Amérique du Nord          | Chaîne d'Alaska         | États-Unis              |
| X    | X       | Kilimandjaro                     | 5 892         | Afrique                   | Vallée du Grand Rift    | Tanzanie                |
| X    | X       | Elbrouz                          | 5 643         | Europe                    | Caucase                 | Russie                  |
| X    | X       | Massif Vinson                    | 4 892         | Antarctique               | Monts Ellsworth         | revendiqué par le Chili |
|      | X       | Puncak Jaya (Pyramide Carstensz) | 4 884         | Océanie                   | Monts Maoke             | Indonésie               |
| X    |         | Mont Kosciuszko                  | 2 228         | Sous-continent australien | Cordillère australienne | Australie               |

## Les sommets

### Everest

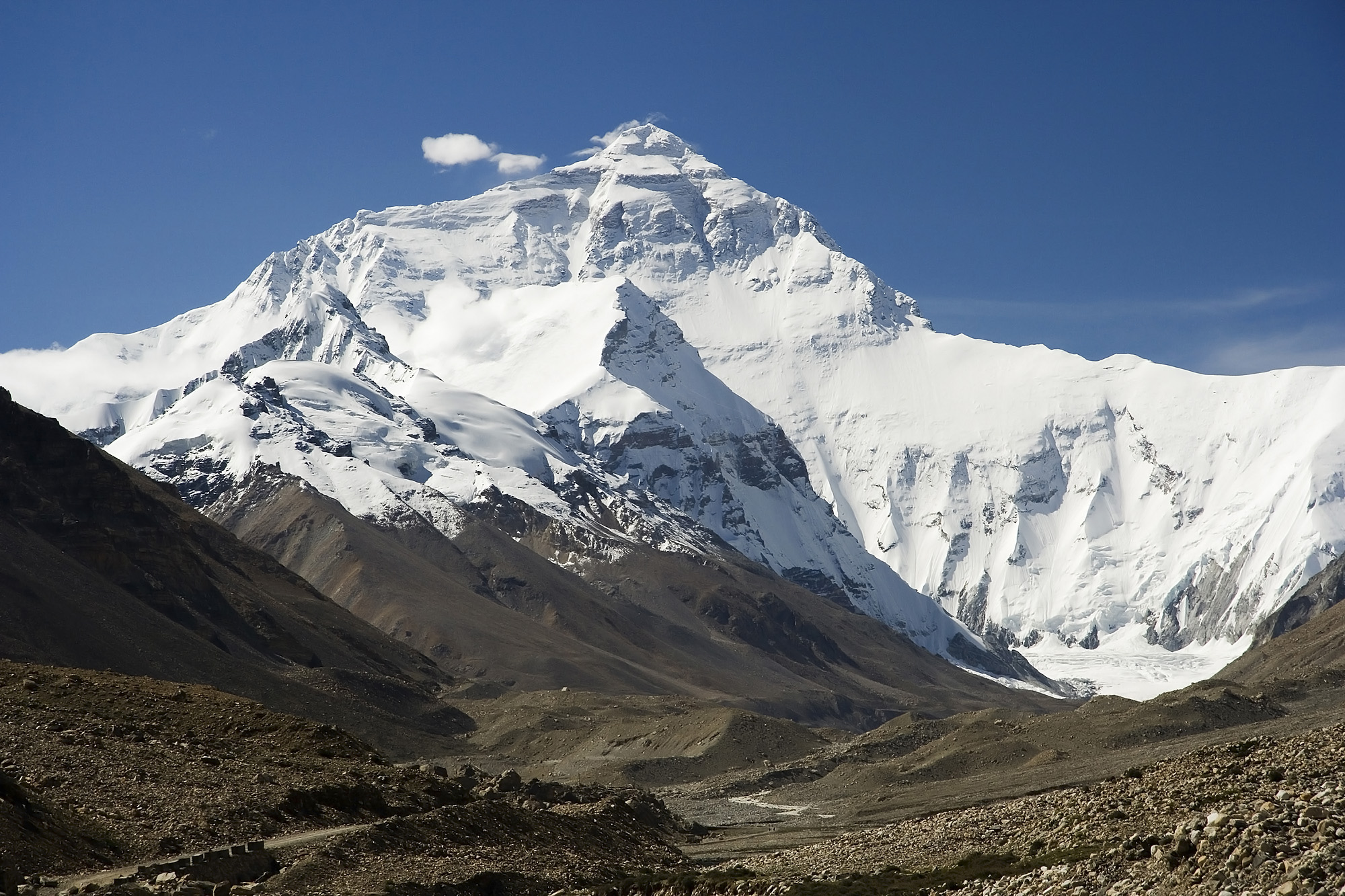
Vue de la face Nord de l'Everest en direction du camp de base tibétain.

L'Everest, en tibétain Chomolungma (déesse mère des vents), en népalais Sagarmatha, aussi appelé mont Everest, en anglais Mount Everest, est une montagne située dans la chaîne de l'Himalaya, à la frontière entre le Népal (province de Koshi) et la Chine (région autonome du Tibet).
Il est aperçu par des Européens pour la première fois en 1847 puis, après quelques années d'observations et de calculs, il est identifié comme le plus haut sommet du monde. Son altitude est établie à 8 849 mètres. Cette caractéristique lui vaut d'être baptisé de son nom actuel par les Occidentaux en 1865 en l'honneur de George Everest, arpenteur général des Indes orientales de 1830 à 1843, et, dès les années 1920, de susciter l'intérêt des alpinistes qui se lancent à l'assaut de ses faces. Plusieurs expéditions, en particulier britanniques, se succèdent depuis le versant nord au Tibet. Toutefois, les conditions météorologiques extrêmes font leurs premières victimes, parmi lesquelles George Mallory et Andrew Irvine, en 1924, dont on ne saura probablement jamais avec certitude s'ils ont atteint le sommet. En 1950, le Népal autorise l'accès à la montagne depuis le sud offrant des possibilités d'ascension par l'arête Sud-Est, moins périlleuse. Finalement, trois ans plus tard, Edmund Hillary et Tensing Norgay deviennent les premiers hommes à atteindre le sommet de l'Everest. Dès lors, les exploits en tous genres s'enchaînent, alimentant les fantasmes populaires mais, en 1996, une série d'accidents mortels vient rappeler les dangers liés à la montagne, portant de nos jours à plus de 200 le nombre de victimes. Pourtant, le tourisme de masse se généralise, fragilisant ce milieu naturel malgré la création du parc national de Sagarmatha en 1976 et de la réserve naturelle du Qomolangma en 1988. Ainsi, plus de 14 000 alpinistes ont tenté l'ascension depuis 1922 et plus de 4 000 l'ont réussie, bien aidés, pour la majorité d'entre eux, par les porteurs sherpas et l'utilisation de bouteilles d'oxygène.

### Aconcagua

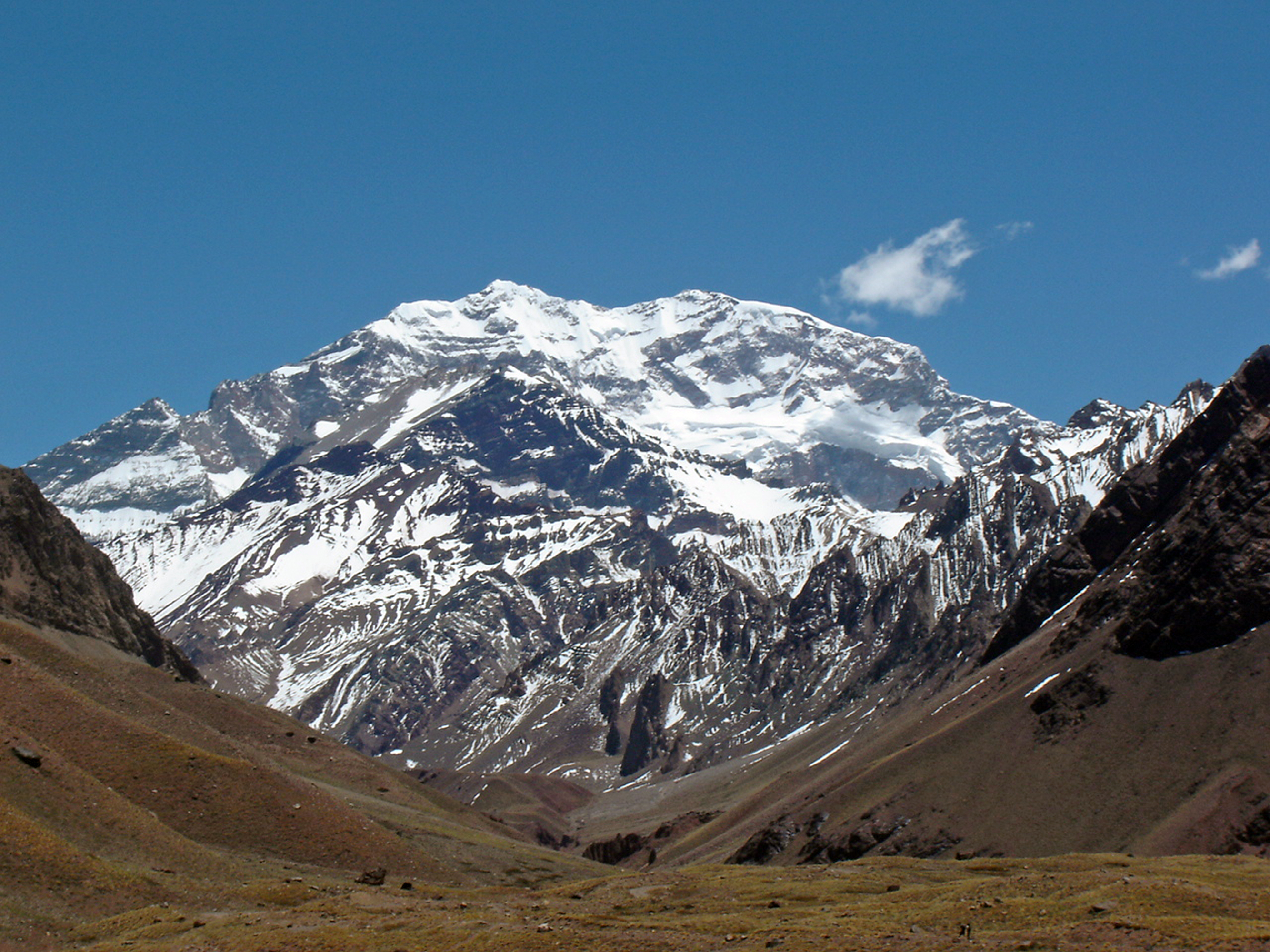
Vue de l'Aconcagua depuis l'entrée du parc national.

L'Aconcagua, point culminant de la cordillère des Andes surnommé le « colosse de l'Amérique », est situé en Argentine, à treize kilomètres de la frontière chilienne. Il s'élève à une altitude de 6 962 mètres et domine un vaste parc provincial protégeant des espèces animales typiques de la cordillère, en particulier le condor des Andes et le guanaco, ainsi qu'une végétation rare et fragile. En effet, le climat est aride et la couverture neigeuse ténue, malgré l'existence de quelques glaciers modestes. Son ascension est relativement aisée pour des personnes acclimatées à l'altitude, malgré des phénomènes venteux parfois violents. Aussi la montagne semble avoir été occupée très tôt par des populations quechuas. La première ascension officielle est l'œuvre du Suisse Matthias Zurbriggen en 1897 par la face Nord.

### Mont McKinley

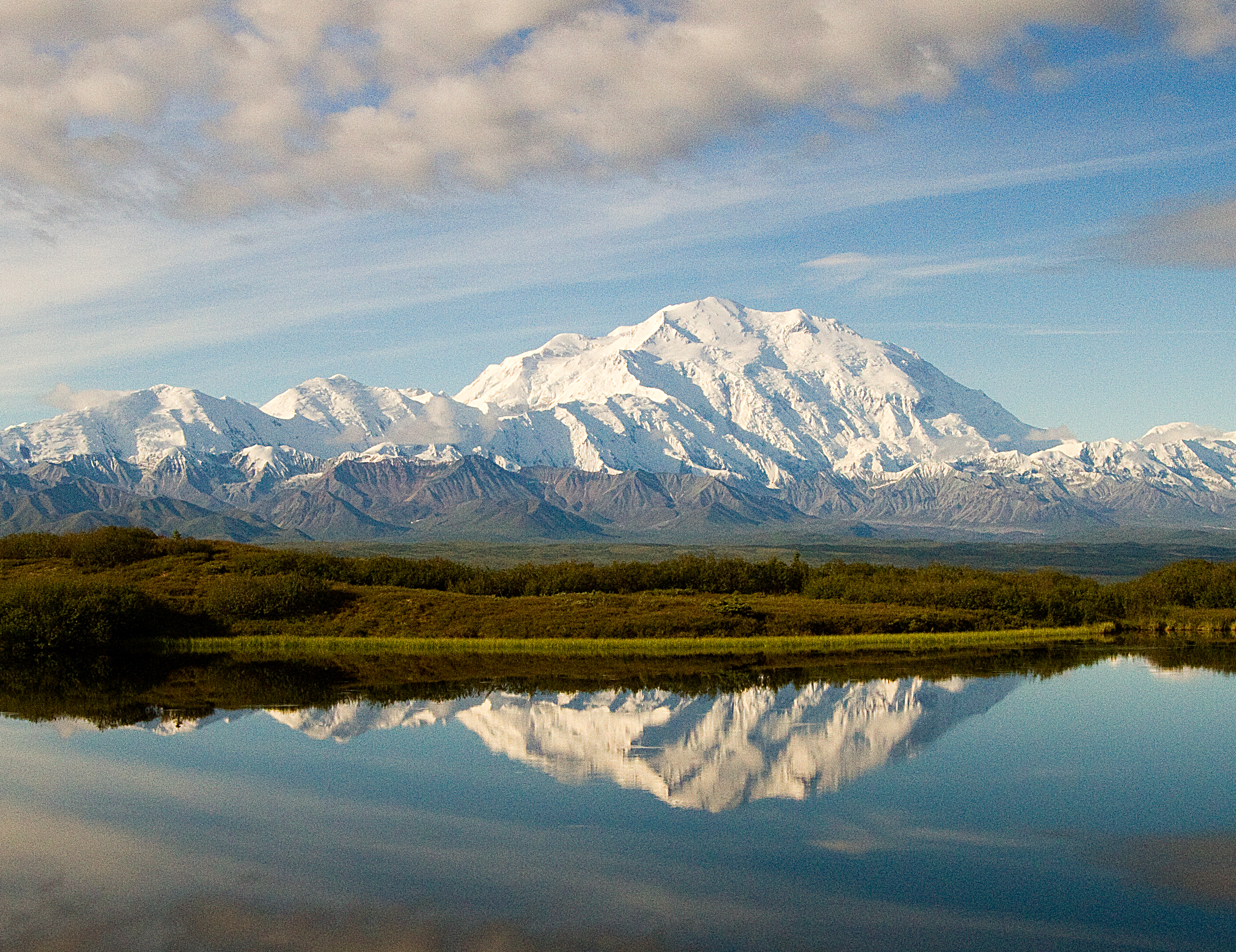
Vue du mont McKinley depuis le lac Wonder au nord.

Le mont McKinley, officiellement Denali de 2015 à 2025, est la plus haute montagne d'Amérique du Nord. Situé au centre de l'Alaska, aux États-Unis, il culmine à 6 190 mètres d'altitude.
Son altitude et sa hauteur remarquable, son climat extrême et sa situation géographique arctique en font un des sommets les plus difficiles à atteindre au monde et ce n'est qu'en 1913 qu'est réussie sa première ascension. Depuis 1917, la montagne fait partie de la zone protégée du parc national de Denali. La voie normale par le contrefort occidental est ouverte en 1951.

### Kilimandjaro

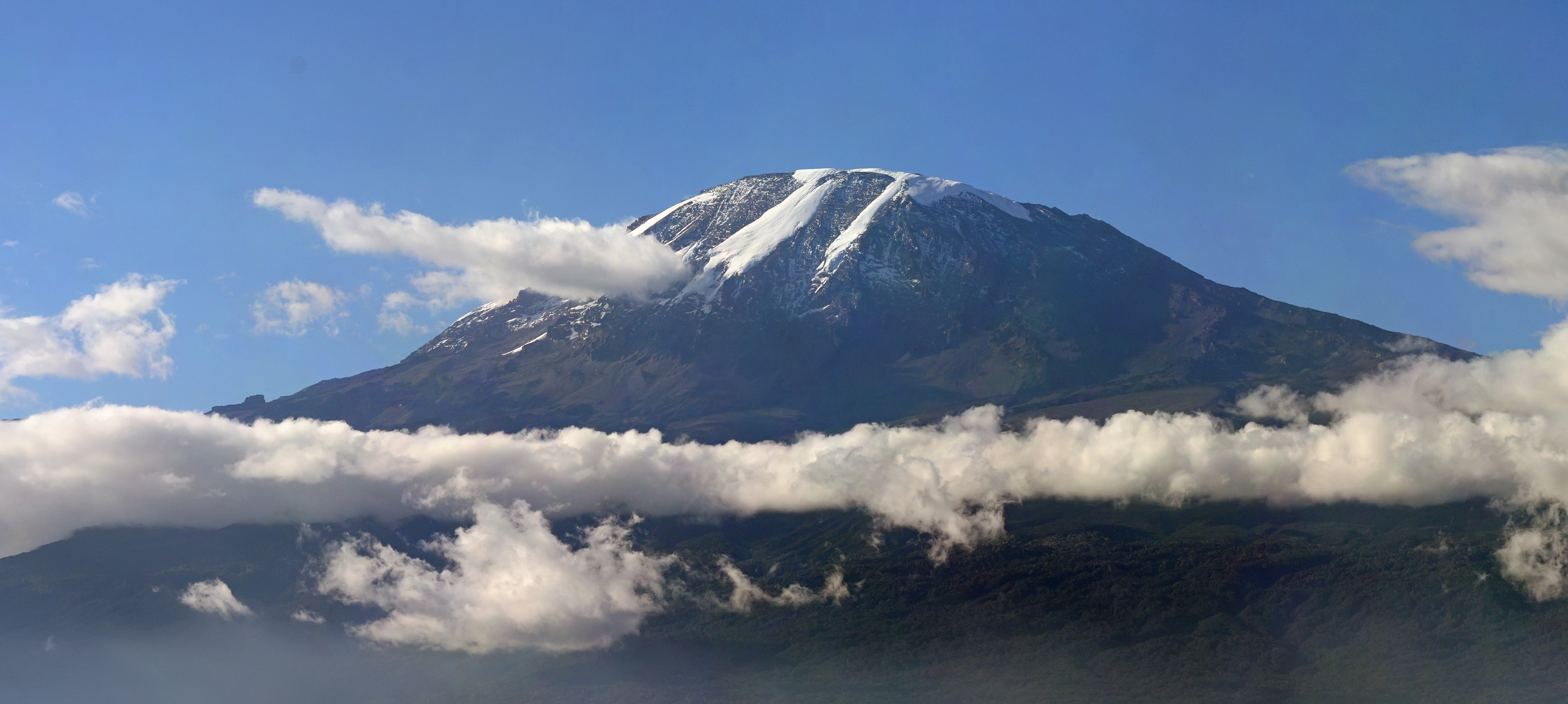
Vue du Kibo depuis le sud en juin 2009.

Le Kilimandjaro ou Kilimanjaro est une montagne située au nord-est de la Tanzanie et composée de trois volcans éteints : le Shira à l'ouest culminant à 3 962 mètres d'altitude, le Mawenzi à l'est s'élevant à 5 149 mètres d'altitude et le Kibo, le plus récent géologiquement, situé entre les deux autres et dont le pic Uhuru à 5 891,8 mètres d'altitude constitue le point culminant de l'Afrique. Outre cette caractéristique, le Kilimandjaro est connu pour sa calotte glaciaire sommitale en phase de retrait accéléré depuis le début du XXe siècle et qui devrait disparaître totalement d'ici 2020,,, à 2040. La baisse des précipitations neigeuses qui en est responsable, est souvent attribuée au réchauffement climatique mais la déforestation est également un facteur majeur. Ainsi, malgré la création du parc national en 1973 et alors même qu'elle joue un rôle essentiel dans la régulation bioclimatique du cycle de l'eau, la ceinture forestière continue à se resserrer. En effet, la montagne est notamment le berceau des pasteurs masaï au nord et à l'ouest qui ont besoin de prairies d'altitude pour faire paître leurs troupeaux et des cultivateurs wachagga au sud et à l'est qui cultivent des parcelles toujours plus étendues sur les piémonts,, malgré une récente prise de conscience,.
Après la surprise engendrée dans le milieu scientifique avec sa découverte contemporaine par Johannes Rebmann en 1848, le Kilimandjaro a éveillé l'intérêt des explorateurs comme Hans Meyer et Ludwig Purtscheller qui parviennent au sommet en 1889 accompagnés de leur guide Yohanas Kinyala Lauwo,. Par la suite, il a constitué une terre d'évangélisation que se sont disputée catholiques et protestants. Enfin, après plusieurs années de colonisation allemande puis britannique, il a vu l'émergence d'une élite chagga qui a été un pilier dans la naissance d'une identité nationale avec comme point d'orgue l'indépendance du Tanganyika en 1961.
Depuis, le Kilimandjaro est devenu une montagne emblématique, évoquée ou représentée dans les arts et symbolisée sur de nombreux produits à vocation commerciale,. Elle est très prisée par les milliers de randonneurs qui réalisent son ascension tout en profitant de la grande diversité de sa faune et de sa flore.

### Elbrouz

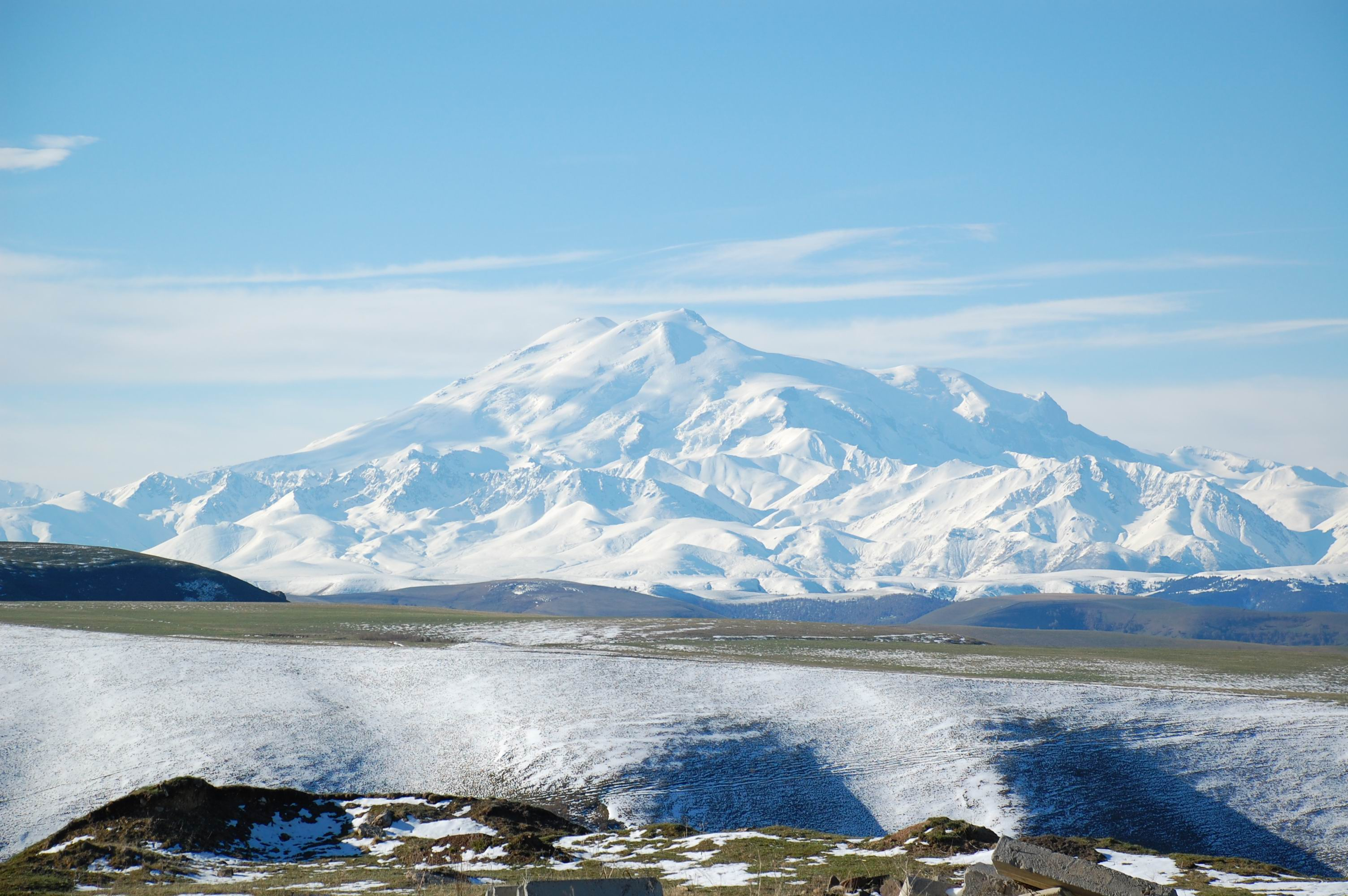
Vue de l'Elbrouz depuis le nord.

L'Elbrouz, situé dans le nord du Caucase, en Russie, est le point culminant de cette chaîne de montagnes ; avec ses 5 643 mètres, plus élevé que le mont Blanc, il est donc le plus haut sommet de l'Europe. Il s'agit d'un volcan ayant connu des éruptions jusqu'au début de notre ère, et il a fait naître des légendes comme celle voulant que Prométhée ait été enchaîné à ses deux pics principaux pour avoir offert le feu aux hommes. Il est recouvert de nombreux glaciers et, même si l'ascension est techniquement facile avec des moyens mécaniques sur l'itinéraire principal, il reste difficile d'accès en raison de ses conditions climatiques rigoureuses et changeantes. Ainsi, le point culminant n'est vaincu qu'en 1874 et la montagne, devenue un symbole de conquête, a fait de nombreuses victimes. Malgré des problèmes environnementaux dus à la fréquentation, la faune et la flore, relativement riches, sont protégées par un parc national depuis 1986.

### Massif Vinson

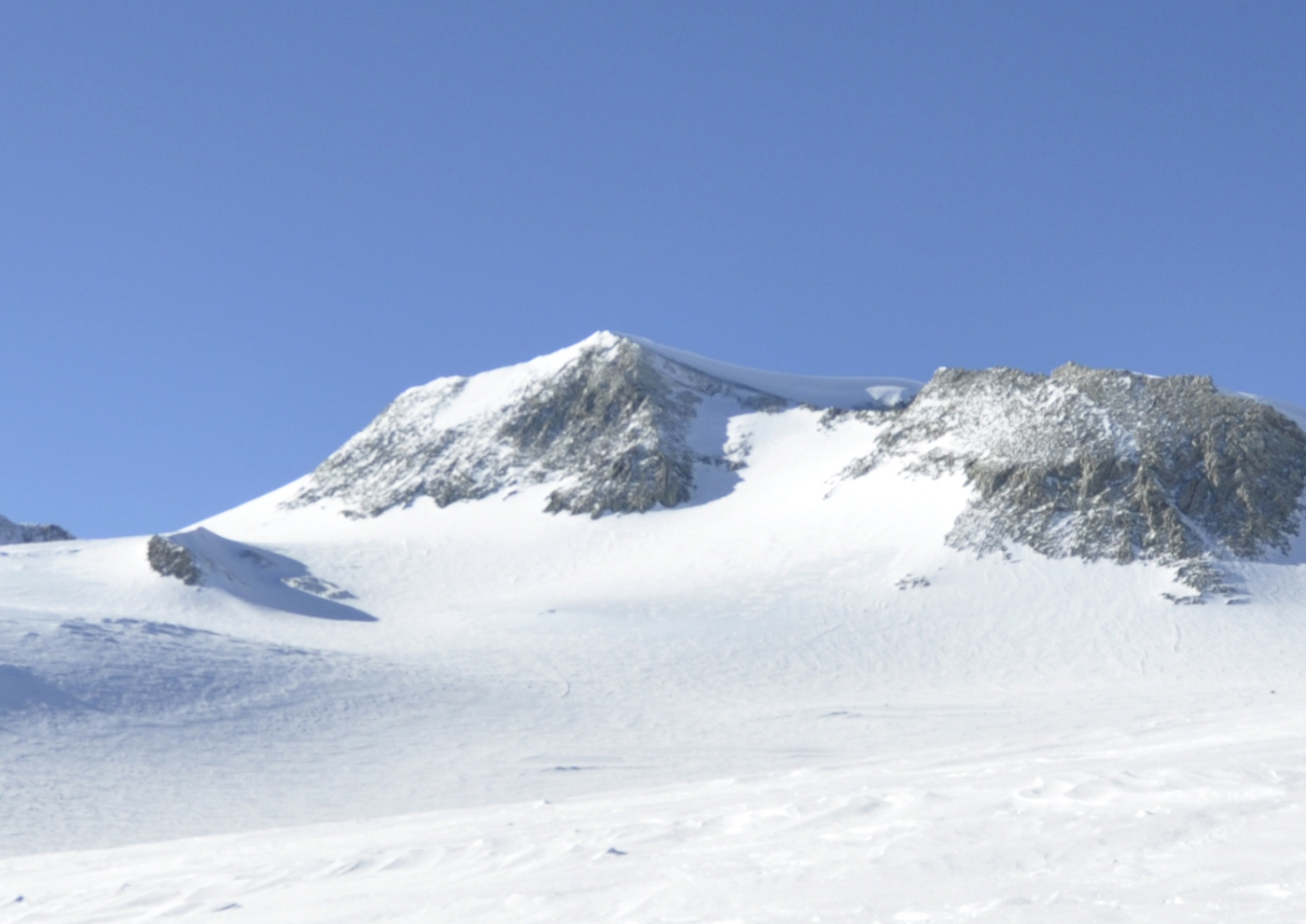
Vue du mont Vinson, point culminant du massif, depuis le nord-ouest.

Le massif Vinson, ou mont Vinson pour désigner au sens strict son plus haut sommet, est le point culminant de l'Antarctique avec 4 892 mètres d'altitude,,. Découvert en 1958 au cours d'un survol, il n'a été gravi qu'en 1966 par Nicholas Clinch et trois autres alpinistes. Depuis, environ 1 100 personnes ont atteint son sommet qui doit sa renommée à son inclusion dans la liste des sept sommets qui regroupe les points culminants des sept continents.

### Puncak Jaya

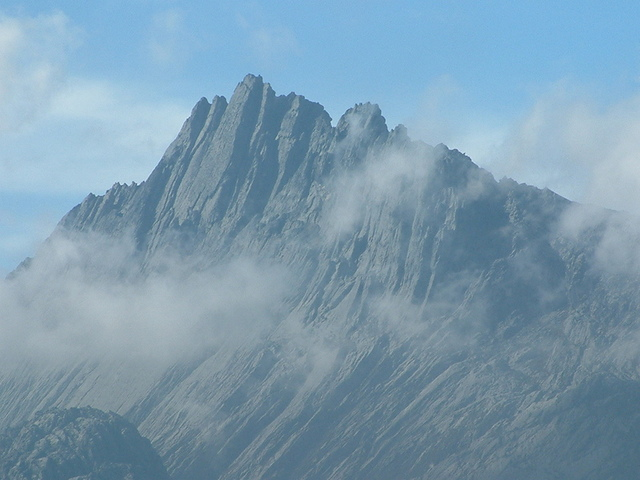
Vue du sommet du Puncak Jaya.

Le Puncak Jaya ou pyramide Carstensz est une montagne d'Indonésie située sur l'île de Nouvelle-Guinée, dans la province de Papouasie centrale. Ses 4 884 mètres d'altitude font de cette montagne le point culminant de l'Indonésie et de l'Océanie,,,, ce qui l'inscrit dans la catégorie des sept sommets,,,,, et place la Nouvelle-Guinée en première position dans le classement des îles par altitude,. Découverte par le Néerlandais Jan Carstenszoon en 1623, la montagne n'est approchée qu'au début du XXe siècle et n'est gravie qu'en 1962 en raison de sa relative inaccessibilité,. La présence du Puncak Jaya dans la liste des sept sommets attire cependant de nombreux alpinistes désireux de gravir les points culminants des sept continents. Le Puncak Jaya et les sommets voisins sont un des rares endroits à présenter des glaciers sous des latitudes équatoriales. Ces quelques glaciers, dont le glacier Carstensz qui s'étend sur la face orientale du Puncak Jaya, sont les restes d'une calotte glaciaire beaucoup plus importante qui a commencé à régresser à la fin de la dernière période glaciaire il y a 12 000 ans. Inclus dans le parc national de Lorentz, le Puncak Jaya est situé à proximité de la mine de Grasberg, une mine à ciel ouvert constituant un des plus importants gisements d'or et de cuivre au monde.

## Alpinisme
Le défi d'atteindre les sept sommets est traditionnellement basé soit sur la liste de Bass, soit sur la liste de Messner. De nombreux « seven summiters » ont également gravi le sommet du mont Blanc.

### Histoire
Richard Bass, homme d'affaires et alpiniste amateur américain, se met au défi d'atteindre le sommet des montagnes les plus hautes de chaque continent, y compris l'Australie. Il embauche David Breashears pour le guider sur l'Everest, le plus difficile des sept, et atteint le sommet de celui-ci le 30 avril 1985. Il publie par la suite le livre Seven Summits, racontant le défi et son déroulement.
Reinhold Messner révise la liste de Bass en substituant le Sahul (du nom du plateau continental formé par l'Australie, la Tasmanie et la Nouvelle-Guinée) à l'Australie. Patrick Morrow sera le premier à accomplir le défi de Messner, atteignant le sommet du Puncak Jaya le 7 mai 1986 ; il sera suivi de Messner lui-même, qui atteindra le sommet du massif Vinson le 3 décembre 1986. Morrow est également la première personne à avoir escaladé les huit sommets des deux listes.
En 1990, Rob Hall et Gary Ball deviennent les premiers à vaincre les sept sommets en sept mois. Utilisant la liste de Bass, ils commencent avec l'Everest le 10 mai 1990 et terminent avec le massif Vinson le 12 décembre 1990, quelques heures avant l'échéance des sept mois. Le record de rapidité est toutefois passé à 172 jours pour la liste de Bass et à 156 jours pour la liste de Messner, détenu par l'alpiniste irlandais Ian McKeever en 2007 ; il bat de 31 jours l'ancien record du Canadien Daniel Griffiths. Ce record de rapidité a été porté à 136 jours en 2008 par le Danois Henrik Kristiansen qui a gravi dans l'ordre le mont Vinson, l'Aconcagua, le mont Kosciuszko, le Kilimandjaro, le Puncak Jaya, l'Elbrouz, l'Everest et finalement le mont McKinley entre le 21 janvier et le 5 juin. En 2010, Vern Tejas, pour sa neuvième tentative des sept sommets, les a gravi dans le même ordre que Kristiansen mais en 134 jours seulement entre le 18 janvier et le 31 mai.
Le record du monde féminin a été détenu par la Britannique Annabelle Bond, avec 360 jours en 2005, puis battu en 2013 par l'Anglo-américaine Vanessa O'Brien en 10 mois.
La première femme à avoir achevé le défi des listes de Bass et Messner est Junko Tabei, finissant le défi le 28 juillet 1992 en atteignant le sommet de l'Elbrouz.
En 2002, Erik Weihenmayer devient le premier aveugle à compléter la liste de Bass. Aidé de son partenaire, il descend l'Elbrouz à ski.
La première personne à avoir achevé le défi sans apport d'oxygène est Reinhold Messner. Miroslav Caban est probablement la seule autre personne à avoir fait de même, finissant son défi en 2005 sur le Puncak Jaya. Entre 2002 et 2007, l'alpiniste autrichien Christian Stangl complète les sept sommets de la liste de Messner, seul et sans oxygène, finissant par l'Everest, après une ascension de 58 heures et 45 minutes, un record,.
En octobre 2006, Kit Deslauriers devient la première personne à avoir skié sur les sept sommets de la liste de Bass. Trois mois plus tard, en janvier 2007, les Suédois Olof Sundström et Martin Letzter skient sur le Puncak Jaya, devenant ainsi les seuls à avoir skié les sommets des deux listes, de Bass et de Messner.
Le 17 mai 2007, Samantha Larson, une Américaine de 18 ans, devient la plus jeune personne à avoir escaladé l'Everest et l'intégralité de la liste de Bass. En août 2007, elle arrive au sommet du Puncak Jaya. Le 24 mai 2008, Cheryl Bart et sa fille de 23 ans, Nikki, deviennent la première équipe de mère et fille à avoir vaincu les sept sommets.
L'alpiniste le plus âgé à avoir gravi les sept sommets est l'Espagnol Carlos Soria Fontán qui a terminé la liste de Messner en 2010 en gravissant le Kilimandjaro à 71 ans. Il avait commencé en 1968 par l'ascension de l'Elbrouz.
Début janvier 2009, 185 alpinistes ont achevé le défi de la liste de Bass et 161 celui de la liste de Messner, dont respectivement 26 et 19 femmes. 99 d'entre eux, dont 11 femmes, sont arrivés à atteindre les huit sommets des deux listes confondues. Les États-Unis sont en tête des statistiques pour chacune des listes et pour les deux confondues, devant le Royaume-Uni.
En décembre 2011, après avoir gravi le massif Vinson, Jordan Romero devient le plus jeune alpiniste à avoir gravi les sept sommets, à l'âge de 15 ans, 5 mois et 12 jours, battant ainsi le record de George Atkinson.
Au 24 décembre 2011, 118 grimpeurs seulement avaient escaladé les huit sommets (les 7 de la liste de Bass et les 7 de la liste de Messner). 232 grimpeurs ont escaladé la liste de Messner et 234 ont escaladé la liste de Bass. 348 ont escaladé soit la liste de Bass, soit celle de Messner.
En 2014, les jumelles Tashi et Nungshi Malik deviennent à 23 ans les plus jeunes à réaliser le grand chelem des explorateurs : gravir les sept sommets et atteindre le pôle Nord et le pôle Sud.

### Critiques
Beaucoup d'alpinistes espèrent un jour terminer l'une ou l'autre des listes ou les deux, mais divers facteurs les en empêchent : leurs moyens financiers, leur condition physique, les dangers de l'alpinisme sur ces hauts sommets. Le défi est parfois critiqué parce qu'il encouragerait les personnes sans expérience de l'alpinisme à payer de fortes sommes à des guides pour atteindre les sept sommets,.
L'auteur et alpiniste Jon Krakauer écrit dans Into Thin Air que c'est un plus grand défi d'essayer d'escalader les deuxièmes plus hauts monts de chaque continent, ce qu'on nomme les sept seconds sommets. C'est particulièrement vrai dans le cas de l'Asie, où le K2 (8 611 m) est plus ardu que l'Everest tout en ayant les mêmes facteurs liés au manque d'oxygène, les forts vents et les basses températures. Le sommet du mont Kenya (5 199 m) est une escalade sur roche, tandis que le Kilimandjaro (5 892 m) ne requiert pas d'expérience particulière, ne présentant pas de difficulté technique. En Amérique du Nord, le mont Logan est généralement considéré comme plus difficile que le mont McKinley. En Amérique du Sud, atteindre le sommet de l'Ojos del Salado implique de grimper pendant une courte période de temps, tandis que l'Aconcagua ne demande qu'une longue marche. En Europe, le Dykh-Tau est beaucoup plus difficile que l'Elbrouz. En Australie le mont Townsend est considéré comme plus difficile à escalader que le mont Kosciuszko, même si les deux restent assez faciles.